# 查塔姆 (纽约州)
查塔姆（英語：Chatham）是位于美国纽约州哥伦比亚县的一个镇，地处哥伦比亚县北部。2010年美国人口普查时，该镇有4128人。此地最初的定居者为荷兰人。后来，贵格会教徒与新英格兰人也先后来到这里。1795年，查塔姆镇正式建立。